# Bryanta-erdőcsillag
A Bryanta-erdőcsillag (Calliphlox bryantae) a madarak (Aves) osztályába, ezen belül a  sarlósfecske-alakúak (Apodiformes) rendjéhez és a kolibrifélék (Trochilidae) családjához tartozó faj.

## Rendszerezése
A fajt George Newbold Lawrence angol ornitológus írta le 1867-ben, a Doricha nembe Doricha bryantæ néven. Egyes szervezetek a Philodice nembe sorolják Philodice bryantae néven.

## Előfordulása
Costa Rica és Panama területén honos. Természetes élőhelyei a szubtrópusi és trópusi síkvidéki és hegyi esőerdők, lombhullató erdők, nedves cserjések, valamint legelők és másodlagos erdők. Állandó, nem vonuló faj.

## Megjelenése
Átlagos testhossza 9 centiméter, testtömege 3,5 gramm.
|  |  |

## Életmódja
Főleg nektárral táplálkozik, de fogyaszt pókokat és rovarokat is.

## Szaporodása
A csésze alakú fészket a tojó készíti. Fészekalja 2-3 fehér tojásból áll, a költés 15-19 napig tart.

## Természetvédelmi helyzete
Az elterjedési területe kicsi, egyedszáma viszont stabil. A Természetvédelmi Világszövetség Vörös listáján nem veszélyeztetett fajként szerepel.